# Sócrates Oliveira Fonseca
Sócrates Oliveira Fonseca (Mindelo, 2 de junho de 1987), mais conhecido por Sócrates, é um futebolista cabo-verdiano que atua como goleiro pelo FC Portalban.

## Carreira
Iniciou sua carreira em 2004, na Associação Académica do Mindelo, onde jogou até 2006, depois foi contratado pelo Batuque Futebol Clube, onde jogou até 2011, depois mudou entre em 2011 e 2012 para o Futebol Clube Derby, e entre em 2012 e 2013 transferiu para o Grémio Desportivo Amarante. Entre 2013 e 2014 foi contratado pelo Phoenix FC, da United Soccer League, da segunda divisão de Estados Unidos, ele retornou ao Grémio Desportivo Amarante em 2015, para a disputa da Liga Insular de São Vicente, onde ficou somente metade da temporada. Na época em 2018 e 2019 transferiu para o Yverdon-Sport FC, equipa da Promotion League, onde arrebatou o titulo de campeão, venceu a taça, e a subida de divisão, e para a época 2019/2020 foi contratado pelo FC Bavois, equipa da Promotion League.

## Ligações Externas
- Perfil no weltfussball
- Perfil no Sportfussball